# Lita zu Putlitz

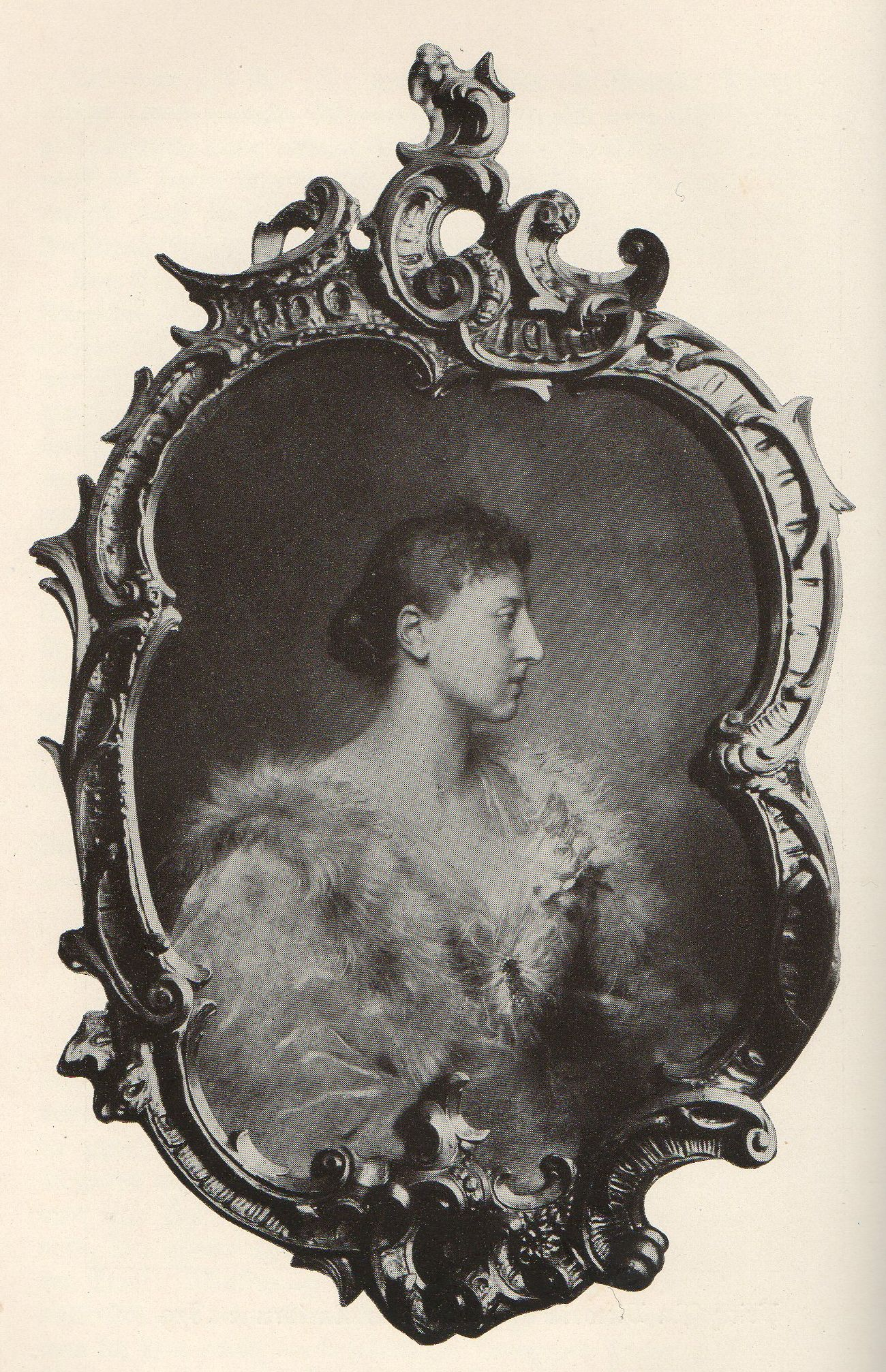
Ferdinand Keller, Lita zu Putlitz in Karlsruhe 1889

Lita zu Putlitz (eigentlich Elisabeth Karoline Josephine Gans zu Putlitz, * 27. Oktober 1862 auf Schloss Retzin; † 1935) war eine deutsche Schriftstellerin.

## Leben
Lita zu Putlitz war die einzige Tochter der Eheleute Gustav und Elisabeth Gans zu Putlitz, geb. Gräfin Königsmarck. Sie hatte vier ältere Brüder, Stephan Gans zu Putlitz, Konrad Gans zu Putlitz, Joachim Gans zu Putlitz und Wolfgang Gans zu Putlitz. Ein jüngerer Bruder namens Victor starb schon als Kleinkind. Die Familie lebte abwechselnd auf Schloss Retzin und im Königsmarckschen Palais in Berlin, bis der Beruf Gustav Gans zu Putlitz nach Karlsruhe führte. Nach dem Tod des Vaters lebte Lita zu Putlitz mit der Mutter und einem Bruder auf Schloss Retzin.
Am 16. Oktober 1895 wurde ihr in Österreich-Ungarn ein Patent auf „einen Federkasten mit Reißschiene und Lineal“ erteilt.
Sie verfasste eine autobiographische Schrift mit dem Titel Aus dem Bildersaal meines Lebens und 1813, ein Festspiel in zwei Akten, sowie literarische Gelegenheitsarbeiten. Außerdem gab sie die Lebenserinnerungen ihrer Mutter heraus. Lita zu Putlitz selbst blieb unvermählt.

## Werke (Auswahl)
- mit Christa Gräfin Eickstedt: Aus sonniger Zeit. Gedichte aus Italien. Schlesische Verlagsanstalt von S. Schottlaender, Breslau 1899.[5] Mit Illustrationen von Carl Langhammer.[6]